# Großaugenbarsche
Die Familie der Großaugenbarsche (Priacanthidae) besteht aus vier Gattungen und 20 Arten. Sie leben im tropischen Atlantik und Indopazifik.

## Merkmale
Die Fische haben einen hohen, seitlich zusammengedrückten und einen oft leuchtend rot gefärbten Körper, der mit sehr rauen Schuppen bedeckt ist. Der Kopf und das steil aufwärts gerichtete Maul sind sehr groß. Riesige Augen mit einer Licht reflektierenden Schicht sind eine Anpassung an Nachtaktivität. Die einzige Rückenflosse hat zehn Hart- und 11 bis 15 Weichstrahlen, die Afterflosse drei Hart- und 10 bis 16 Weichstrahlen, die Schwanzflosse 16 Flossenstrahlen, von denen 14 geteilt sind. Die inneren Flossenstrahlen der großen, weit vorn sitzenden Bauchflossen sind mit dem Körper durch eine Membran verbunden.
Die Körperlänge der meisten Arten bleibt unter 30 Zentimeter, die größte, Cookeolus japonicus wird 68 Zentimeter lang. Alle Großaugenbarsche ernähren sich carnivor. Eier, Larven und die ersten Jungfischstadien sind pelagisch, ältere Jungfische und die ausgewachsenen Tiere leben in Fels- und Korallenriffen.
Die Fische werden zu Speisezwecken gefangen.

## Arten
- Cookeolus

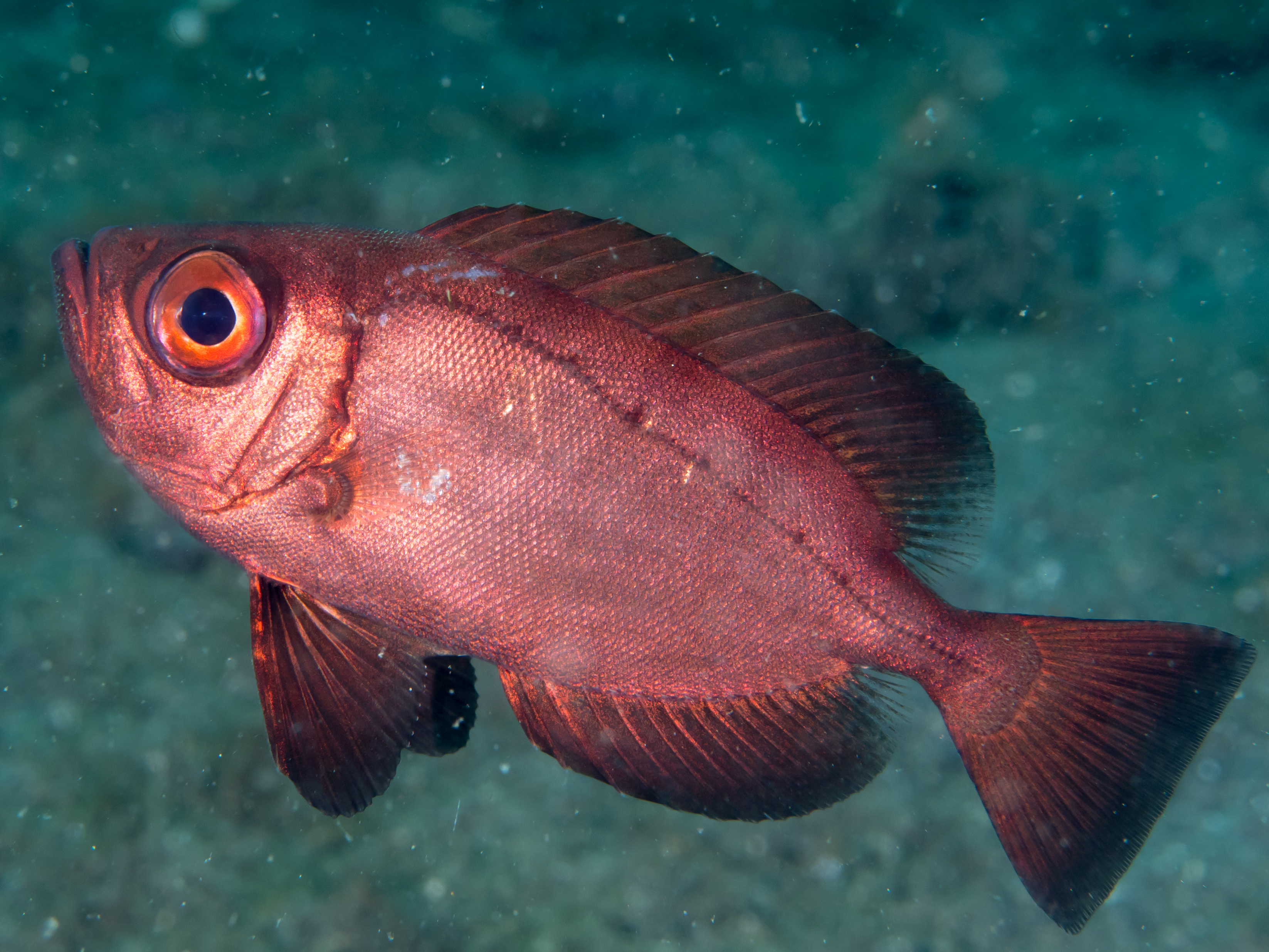
Heteropriacanthus carolinus

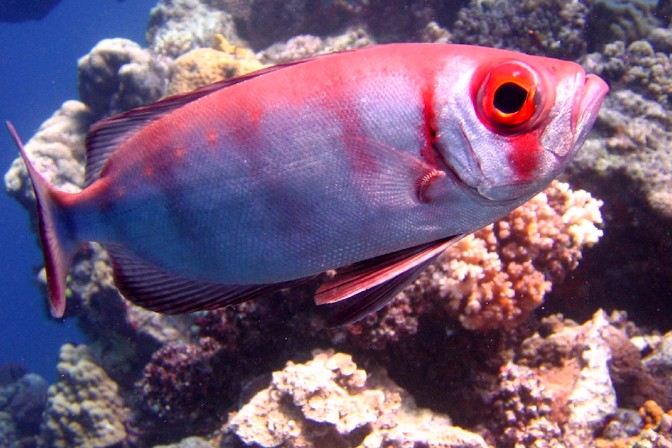
Riff-Großaugenbarsch (Priacanthus hamrur)

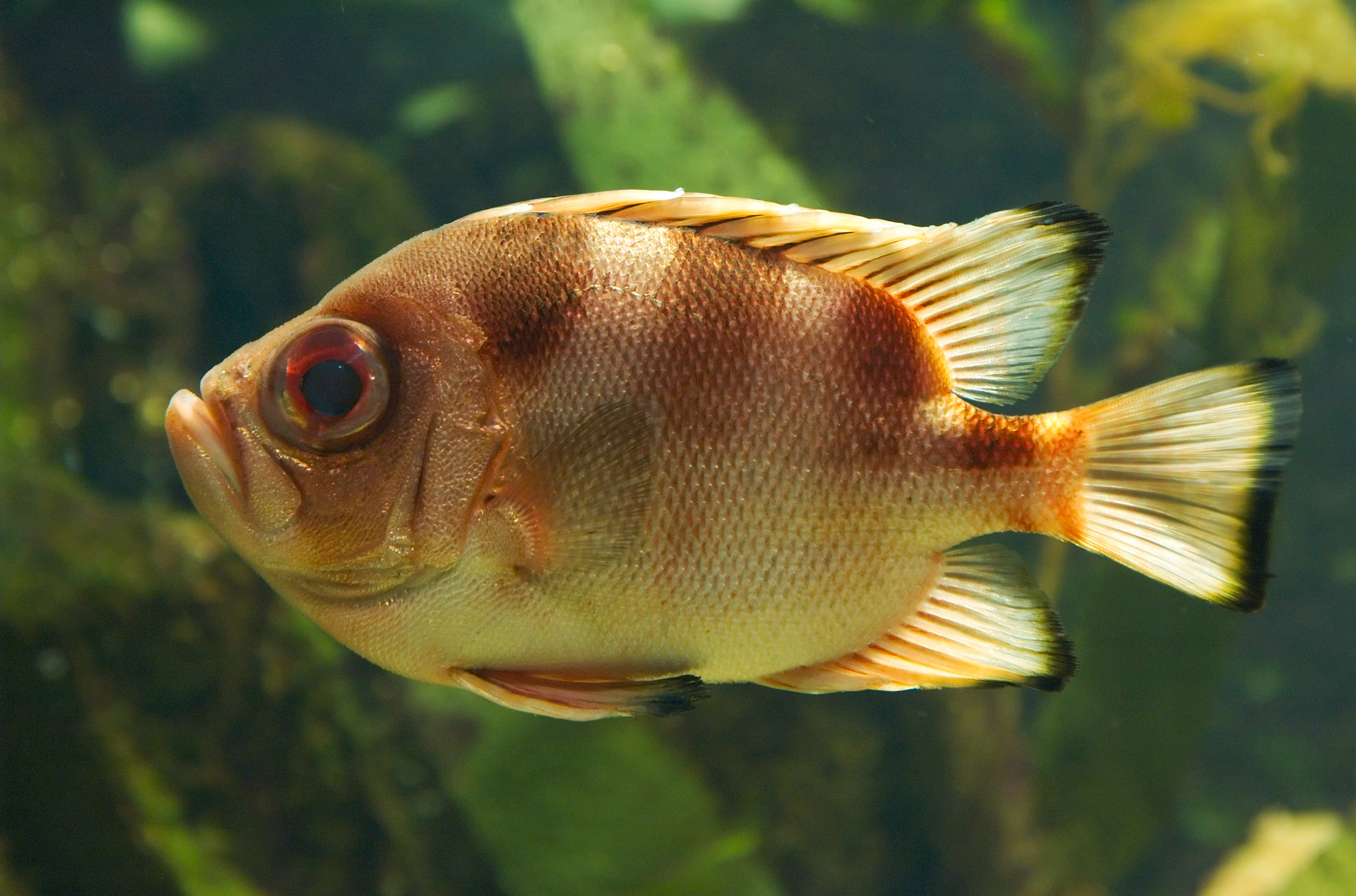
Glotzaugenbarsch (Pristigenys serrula)

  - Cookeolus japonicus (Cuvier, 1829).
- Heteropriacanthus[1]
  - Heteropriacanthus carolinus (Cuvier, 1829).
  - Heteropriacanthus cruentatus (Lacépède, 1801).
  - Heteropriacanthus fulgens (Lowe, 1838).
- Priacanthus
  - Priacanthus alalaua Jordan & Evermann, 1903.
  - Atlantischer Großaugenbarsch (Priacanthus arenatus) Cuvier, 1829.
  - Blochs Großaugenbarsch (Priacanthus blochii) Bleeker, 1853.
  - Priacanthus fitchi Starnes, 1988.
  - Indopazifischer Großaugenbarsch (Priacanthus hamrur) Forsskål, 1775.
  - Priacanthus macracanthus Cuvier, 1829.
  - Hawaii-Großaugenbarsch (Priacanthus meeki) Jenkins, 1903.
  - Priacanthus nasca Starnes, 1988.
  - Priacanthus prolixus Starnes, 1988.
  - Priacanthus sagittarius Starnes, 1988.
  - Priacanthus tayenus Richardson, 1846.
  - Priacanthus zaiserae Starnes & Moyer, 1988.
- Pristigenys
  - Pristigenys alta (Gill, 1862).
  - Pristigenys meyeri (Günther, 1872).
  - Pristigenys niphonia (Cuvier, 1829).
  - Glotzaugenbarsch (Pristigenys serrula) (Gilbert, 1891).